# Troilo e Criseide
Troilo e Criseide (Troilus and Criseyde) è un poema scritto da Geoffrey Chaucer in rhyme royal, che narra la tragica storia d'amore di Troilo, un principe troiano, e Criseide: è considerato un esempio di romanzo cortese.
Anche se Troilo viene menzionato per la prima volta da Omero, il mito che lo riguarda fu sviluppato da Benoît de Sainte-Maure, nel Roman de Troie; Boccaccio riscrisse la storia nel suo poemetto Filostrato, preso, secondo la tradizionale critica, come prima fonte da Chaucer. A sua volta, William Shakespeare riprese la storia di Chaucer nel suo Troilo e Cressida. Il poema venne continuato da Robert Henryson nel suo Testamento di Cressida.

## Edizioni italiane
- in  Opere, traduzione di Vincenzo La Gioia, a cura di Piero Boitani ed. E. Di Rocco, Collana I millenni, Torino, Einaudi, 2000, ISBN 97-88-80-615065-5.